# بکتاش (میاندوآب)
بکتاش، مرکز بخش بکتاش و شهری از توابع این بخش در شهرستان میاندوآب استان آذربایجان غربی ایران است.

## جغرافیا
بکتاش واقع در بخش زرینه‌رود بوده و ساتلمش محمّدلو در جنوب و جوارد حصاری در جنوب غربی و علی بیگلو در شمال شرقی و اوزن او به در شمال آن از همسایه‌های این بخش هستند. بکتاش در منطقه سرسبز جلگه‌ای واقع بوده و دارای جاده ارتباطی اصلی است.

## جمعیت
براساس سرشماری عمومی نفوس و مسکن در سال ۱۳۹۵، جمعیت شهر بکتاش برابر با ۳٬۵۲۳ نفر بوده‌است.
در سال ۱۳۴۵ دارای ۲۷۵ خانوار و ۱۳۲۰ نفر و در سال ۱۳۵۵ نیز دارای ۳۰۰ خانوار و ۱۶۸۱ نفر جمعیت بوده و در سال ۱۳۶۸ این ارقام به ۵۲۲ خانوار و ۲۸۰۲ نفر افزایش یافته‌است.
مردمان شهر بکتاش به زبان ترکی آذربایجانی صحبت می‌کنند هستند.